# Aykut Kocaman
Aykut Kocaman (Geyve, 5 april 1965) is een Turks voetbalcoach en voormalig voetballer.

## Levensloop
Kocaman werd geboren in Malkara, een district van de provincie Tekirdag. Voordat hij zijn debuut maakte als professioneel voetballer was hij actief in de atletiekbranche van Eczacıbaşı. Hij was daar met veertig gewonnen medailles zeer succesvol. In 1980 begon hij zijn voetbalcarrière bij Kabataş Altınmızrak. In 1984 werd hij overgenomen door Sakaryaspor waar hij vier jaar lang zou voetballen. In 1988 verhuisde de spits naar Istanboel om te voetballen voor Fenerbahçe. Daar groeide Kocaman uit tot een van de beste voetballers van de club. Gelijk in zijn eerste seizoen werd Kocaman met 29 doelpunten topscorer van de Süper Lig. Verder werd hij ook in 1991/92 (met 25 doelpunten) en in 1994/95 (met 27 doelpunten) topscorer van Turkije.
Na 1996 ging Kocaman voetballen bij Istanbulspor en Adanaspor. Volgens velen was Kocaman na de wedstrijd van Fenerbahçe tegen Trabzonspor in 1996 (1-2 winst voor Fenerbahçe) ontslagen door toenmalig voorzitter Ali Şen, doordat hij te terughoudend en vriendelijk zou zijn geweest tegenover de verliezende partij. Fenerbahçe werd namelijk door de overwinning praktisch kampioen van Turkije, en zijn opmerkingen na de wedstrijden zouden in het verkeerde keelgat zijn geschoten bij de voorzitter.
Kocaman beëindigde zijn spelersloopbaan in 2000 bij Istanbulspor. In totaal speelde hij 348 competitieduels, waarin hij 212 doelpunten maakte. Hierna was de oud-aanvaller trainer van o.a. Istanbulspor, Malatyaspor, Konyaspor,n Ankaraspor en Fenerbahçe SK.

## Doelpunten per seizoen bij Fenerbahçe
- 1988/89: 29 doelpunten (topscorer Süper Lig)
- 1989/90: 10 doelpunten
- 1990/91: 13 doelpunten
- 1991/92: 25 doelpunten (topscorer Süper Lig)
- 1992/93: 14 doelpunten
- 1993/94: 14 doelpunten
- 1994/95: 27 doelpunten (topscorer Süper Lig)
- 1995/96: 8 doelpunten

## Behaalde prestaties
- Kampioen van de Türkiye Futbol Federasyonu 1. Lig met Sakaryaspor.
- Winnaar Turkse voetbalbeker met Sakaryaspor (1987/88).
- Tweemaal kampioen van de Süper Lig met Fenerbahçe (1988/89 en 1995/96).
- Drievoudig topscorer van de Süper Lig bij Fenerbahçe (1988/89, 1991/92 en 1994/95).
- Twaalfvoudig Turks international met 1 doelpunt.
- Kocaman heeft 200 keer gescoord in de Süper Lig, waarmee hij na Tanju Çolak, Hakan Şükür, Hami Mandıralı en Metin Oktay vijfde staat met het aantal gemaakte doelpunten in de Süper Lig.
- Kocaman was hoofdverantwoordelijk voor het vertrek van Nationale held Alex de Souza.